# Ingoda
Ingoda (rusky Ингода) je řeka v Zabajkalském kraji v Rusku. Je dlouhá 708 km. Povodí řeky má rozlohu 37 200 km².

## Průběh toku
Pramení na horském hřbetě Chentej. Na horním toku teče v úzké soutěsce. Na středním toku pak pokračuje v široké kotlině mezi Jabloňovým hřbetem a hřbetem Čerského. Pod ústím přítoku Čita protíná hřbet Čerského a několik dalších nižších horských hřbetů, přičemž se říční údolí zužuje. Po soutoku s řekou Onon se řeka dále jmenuje Šilka a ta tvoří jednu ze zdrojnic Amuru.

## Vodní režim
Zdrojem vody jsou především dešťové srážky. Průměrný roční průtok vody v ústí činí 72,6 m³/s. Zamrzá na začátku listopadu a rozmrzá na konci dubna.

## Využití
Při soutoku s řekou Čitou se nachází město Čita a podle řeky leží také několik sídel městského typu: Gornyj, Atamanovka, Novokručininskij, Darasun a Karymskoje. Údolím řeky prochází Transsibiřská magistrála.